# Зіркомох дрібноколючковий
Зіркомох дрібноколючковий (Mnium spinulosum) — вид мохів порядку головмохальних (Bryales).

## Поширення
Ареал охоплює такі частини світу: Європа, Північна Америка, Азія.
Населяє ліси, на гумусі, колодах, породі, основі дерев; від низьких до помірних висот.

## Характеристика
Рослини 0.5–1(2.5) см. Стебла червоні або червонувато-коричневі. Листки від зеленого до темно-зеленого, злегка викривлені або хвилясті, коли сухі, обернено-яйцеподібні або іноді еліптичні, 2.5–5 мм; краї червонувато-коричневі, багатошарові зі смугою; верхівка гостра, тупа або округло-гостра. Коробочка блідо-жовта, 1.5–4 мм. Спори 16–24 мкм.